# Zhuang Xiaoyan
Zhuang Xiaoyan (庄晓岩S; 4 maggio 1969) è un'ex judoka cinese.

## Palmarès

### Olimpiadi
- 1 medaglia:
  - 1 oro (Barcellona 1992 nei +72 kg)

### Mondiali
- 1 medaglia:
  - 1 oro (Barcellona 1991 nell'open)

### Giochi asiatici
- 1 medaglia:
  - 1 oro (Pechino 1998 nell'open)